# Diocesi di Cuicul

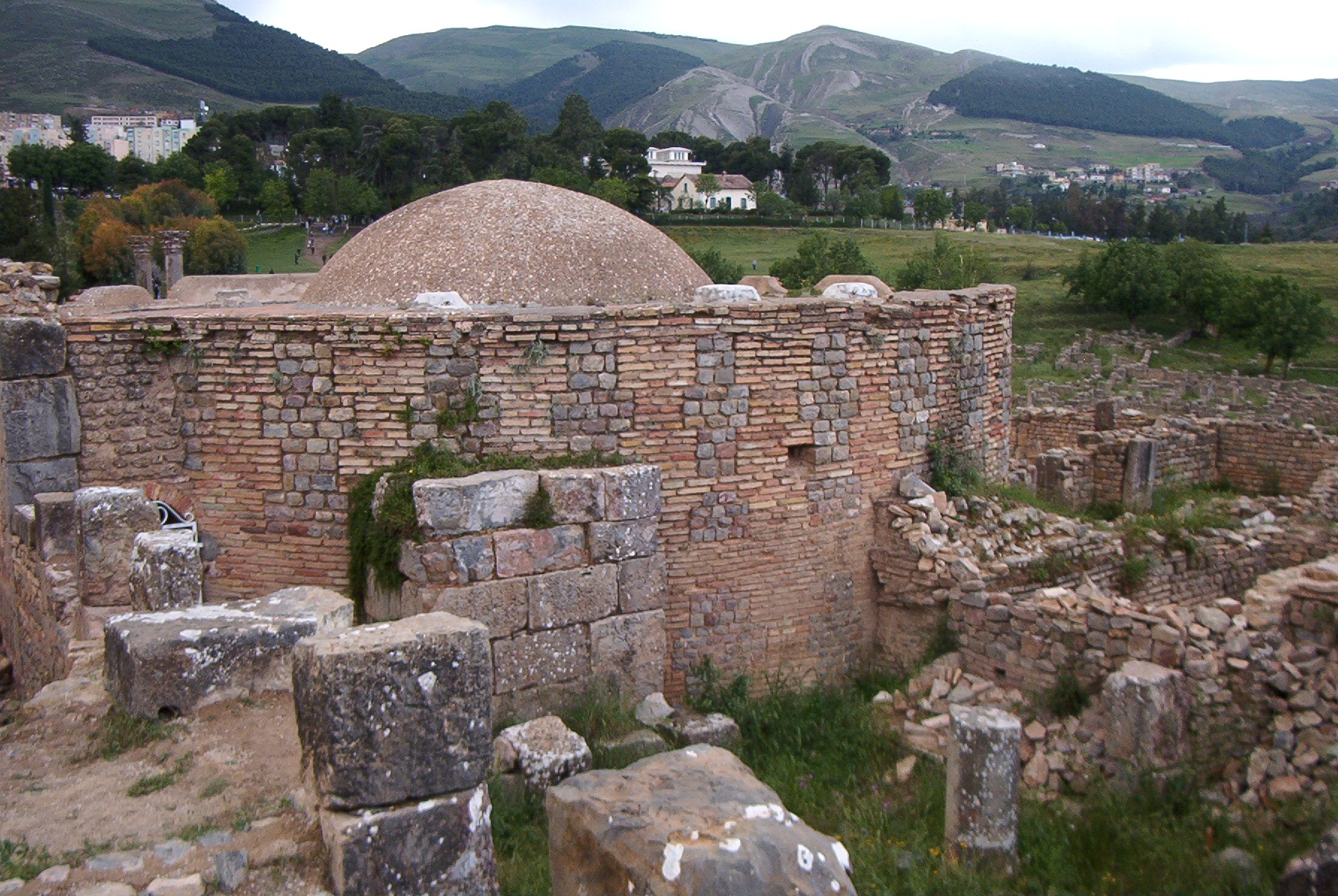
Resti del battistero, coperto da una cupola moderna per salvaguardarne i mosaici.

La diocesi di Cuicul (in latino: Dioecesis Cuiculitana) è una sede soppressa e sede titolare della Chiesa cattolica.

## Storia
Cuicul, corrispondente a Djémila nell'odierna Algeria, è un'antica sede episcopale della provincia romana di Numidia.
La serie di vescovi di questa città indica una presenza cristiana affermata dal III al VI secolo. Gli scavi archeologici hanno individuato un intero quartiere cristiano, nella parte sud-est della città, con diversi edifici religiosi, tra cui due chiese, di cui una era la cattedrale, una cappella ed un battistero. La cattedrale, costruita nel III secolo, venne riedificata dal vescovo Cresconio, come documenta il mosaico dell'abside, a causa della diffusione del culto di martiri locali. Le scoperte epigrafiche infatti hanno portato alla luce iscrizioni con i nomi di diversi martiri venerati a Cuicul, ma sconosciuti dalle fonti antiche, tra cui Claudio, Pascenzio, Donato, Emiliano, Aurelio e altri.
Di questa antica sede episcopale si conoscono i nomi di alcuni vescovi. Pudenziano prese parte al concilio di Cartagine convocato il 1º settembre 256 da san Cipriano per discutere della questione relativa alla validità del battesimo amministrato dagli eretici, e figura al 71º posto nelle Sententiae episcoporum.
Elpideforo partecipò al concilio di Cartagine nel 345/348 presieduto da Grato, ed intervenne in occasione della discussione attorno al canone 11, per chiedere che fossero prese misure severe contro l'arroganza e la mancanza di disciplina di certi chierici.
Cresconio fu tra i vescovi cattolici presenti alla conferenza di Cartagine del 411, alla quale parteciparono anche i vescovi donatisti; quello di Cuicul morì prima dell'apertura della conferenza. Cresconio è probabilmente da identificare con uno dei 6 vescovi omonimi che sottoscrissero la lettera sinodale del concilio antipelagiano celebrato a Milevi nel 416.
Il nome di Victor episcopus Cuiculitanus si trova al 10º posto nella lista dei vescovi della Numidia convocati a Cartagine dal re vandalo Unerico nel 484; Vittore, come tutti gli altri vescovi cattolici africani, fu condannato all'esilio.
Infine al concilio di Costantinopoli del 553 intervenne Crescente episcopus sanctae ecclesiae catholicae Cuiculitanae. È presumibile che la diocesi sia sopravvissuta fino all'arrivo degli Arabi all'inizio dell'VIII secolo.
Dal 1933 Cuicul è annoverata tra le sedi vescovili titolari della Chiesa cattolica; dal 3 novembre 2022 il vescovo titolare è Andrij Chimjak, vescovo ausiliare di Kiev.

## Cronotassi

### Vescovi residenti
- Pudenziano † (menzionato nel 256)
- Elpideforo † (menzionato nel 345/348)
- Cresconio † (prima del 411 - dopo il 416 ?)
  - Anonimo † (? - 411 deceduto) (vescovo donatista)
- Vittore † (menzionato nel 484)
- Crescente † (menzionato nel 553)

### Vescovi titolari
- Francis Doyle Gleeson, S.I. † (15 novembre 1968 - 15 gennaio 1971 dimesso)
- Gabriel Gonsum Ganaka † (17 maggio 1973 - 5 ottobre 1974 nominato vescovo di Jos)
- Bernard Unabali † (1º giugno 2006 - 15 dicembre 2009 nominato vescovo di Bougainville)
- John Baptist Jung Shin-chul (29 aprile 2010 - 10 novembre 2016 nominato vescovo di Incheon)
- Alexis Aly Tagbino (23 dicembre 2016 - 20 novembre 2021 nominato vescovo di Kankan)
- Andrij Chimjak, dal 3 novembre 2022